# Toija
Toija är en tätort (finska: taajama) i Salo stad (kommun) i landskapet Egentliga Finland i Finland. Fram till 2009 var Toija centralorten för Kisko kommun. Vid tätortsavgränsningen den 31 december 2021 hade Toija 505 invånare och omfattade en landareal av 2,08 kvadratkilometer.